# Frank Beresford
Frank Beresford (Derby, 30 agosto 1881 – 1967) è stato un pittore britannico.

## Biografia
Beresford nacque a Derby nel 1881 e ebbe una lunga educazione artistica. Dapprima studiò presso la Derby School of Art, poi alla St John's Art School ed infine alla Royal Academy Schools. Il suo talento fu premiato con una borsa di studio per un viaggio, che scelse di compiere in Asia. Tornato nel 1906 espose alla Royal Academy.
Nel 1936 Beresford fu l'unico a poter dipingere la veglia funebre compiuta dai quattro figli di re Giorgio V del Regno Unito al cataflaco paterno. Intitolata Veglia dei Principi: 00:15 28 gennaio 1936, fu acquistato dalla regina Mary di Teck che lo regalò al figlio Edoardo VIII per il suo compleanno. Poco prima iniziasse la Seconda guerra Mondiale la prima moglie Beresford, l'artista Daisy Radcliffe Clague, morì.
Durante la seconda guerra mondiale, Bersford fu la seconda persona ad essere insignito dell'Exceptional Service Award dalla United States Air Force, che possiede inoltre alcuni dei suoi quadri in mostra permanente. Beresford fu un artista di guerra per entrambe le forze aeree americane e britanniche e tra i suoi ritratti c'è quello del progettista del Supermarine Spitfire, Reginald Joseph Mitchell.
Beresford si risposò nel 1949. Ripeté la tipologia di ritratto di sovrani defunti in occasione della morte di re Giorgio VI nel 1952 e della regina Mary nel 1953, ma i gusti erano cambiati e questa volta i suoi dipinti non furono esposti.
Le sue opere, oltre ai ritratti di sovrani defunti, comprendono nella sua città natale una raccolta dove spicca il ritratto di George Herbert Strutt posseduto dalla Belper Town Council e una vista di Dovedale nel Derby Museum and Art Gallery.